# نیل فرنگی
نیل فرنگی (به انگلیسی: Prussian blue) یا آبی پروس، آبی برلین، آبی پاریس شناخته میشود، یک رنگدانه شیمیایی به شکل بلورهای آبی تیره است که توسط اکسیداسیون فریسیانید آهن ایجاد میشود.  
{\displaystyle {\ce {Fe4[Fe(CN)6]3}}}
آبی پروس داروی انتخابی توصیه شده در مسمومیت حاد و مزمن با فلزات سنگین مانند تالیوم می‌باشد. در اثر حرارت و یا محیط های اسیدی یا دیگر شرایط، تجزیه شده و مواد و گاز های بسیار سمی ایجاد می کند. 

## تاریخچه
رنگدانه آبی پروس اهمیت بالایی دارد زیرا اولین رنگدانه آبی پایدار بود که به طور گسترده مورد استفاده قرار گرفت. نقاشان اروپایی ما قبل، از تعدادی رنگدانه مانند رنگ نیلی، مینای لاجوردی، بنفش تیرین و اولترامارین بسیار گران قیمت ساخته شده از لاجورد استفاده کرده بودند. نقاشان ژاپنی و هنرمندان چاپ چوب نیز تا قبل از شروع واردات آبی پروس از اروپا، به رنگدانه آبی با ماندگاری بلند مدت دسترسی نداشتند.
آبی پروس احتمال میرود اولین بار به طور تصادفی توسط یوهان یاکوب دیزباخ در برلین در حدود سال ۱۷۰۶ کشف شده باشد. اعتقاد بر این است که این رنگدانه به طور تصادفی زمانی ایجاد شده است که دیزباخ از پتاس آغشته به خون برای ایجاد رنگ قرمز کوشین (به انگلیسی: Cochineal red) استفاده کرده است، او برای این رنگ به پتاس، سولفات آهن و کوشین خشک شده نیاز داشت. درعوض خون، پتاس و سولفات آهن واکنش شیمیایی نشان دادند و ترکیبی به نام آهن فروسیانید ایجاد کردند که بر خلاف رنگدانه قرمز مورد نظر، رنگ آبی منحصر‌به فردی داشت.

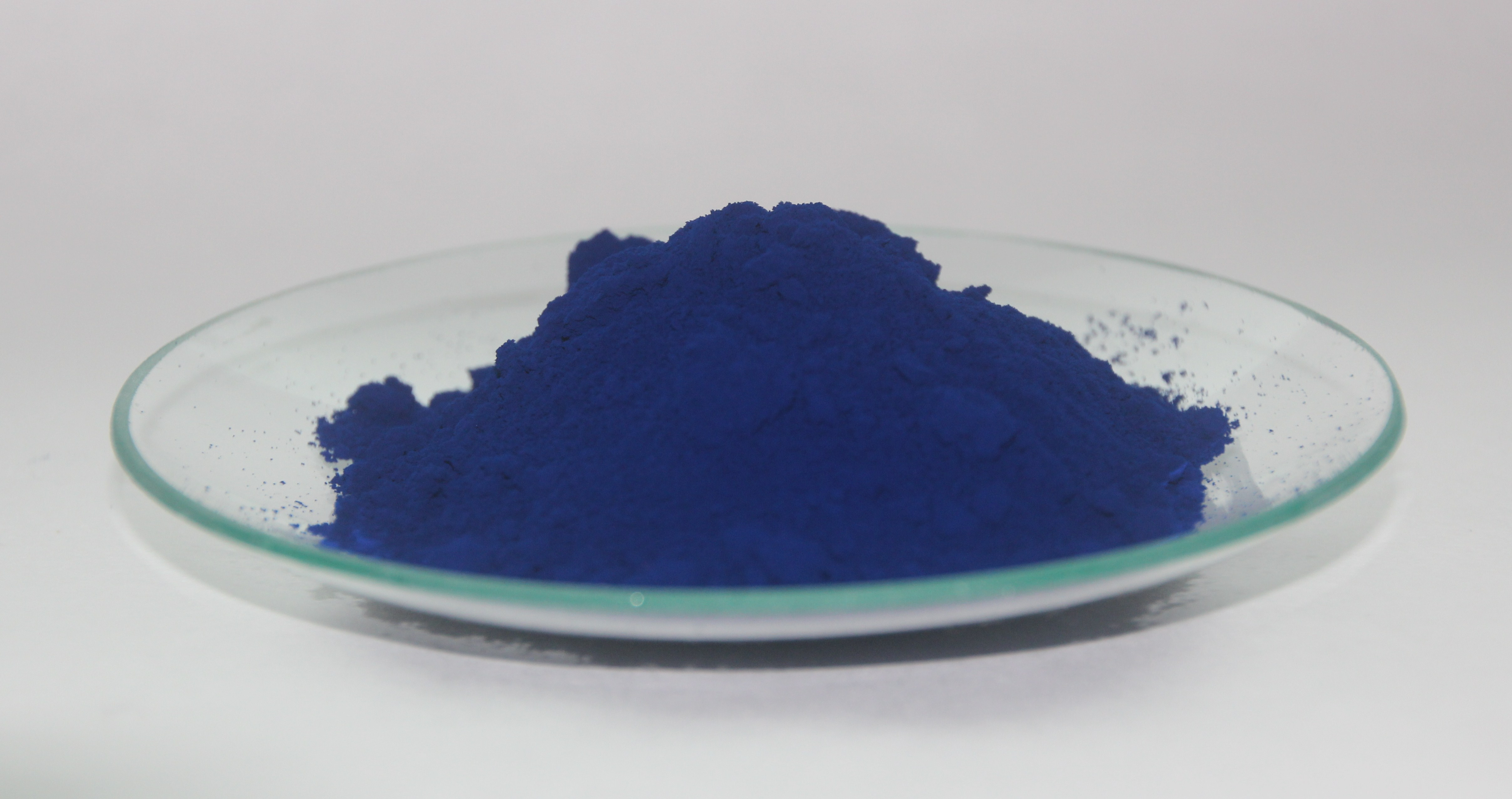
رنگ‌دانه نیل فرنگی